# Dolmen d'Aboboreira

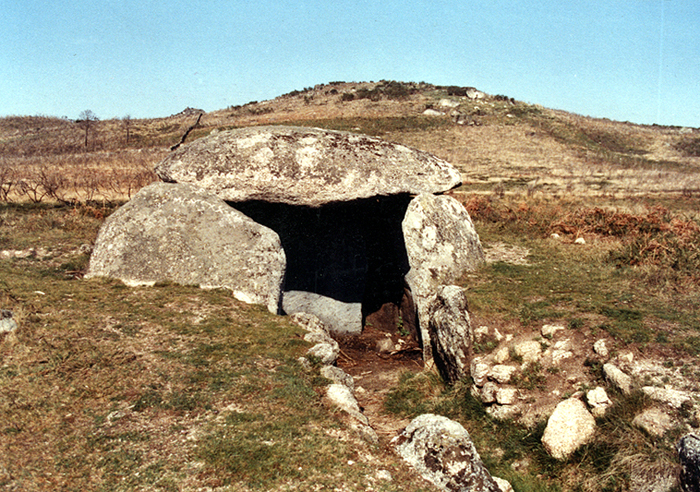
Dolmen al camp arqueològic de la serra d'Aboboreira, Baião

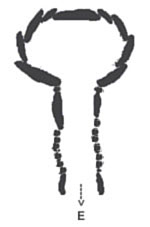
Planta del dolmen d'Aboboreira

El dolmen d'Aboboreira, dolmen de Chã de Parada, Casa de la Mora de Sâo João de Ovil, Casa dels Moros, Cova del Lladre, dolmen de Fonte do Mel o simplement dolmen de Chã de Parada és el gran dolmen de corredor de Chã de Parada, el més conegut de la serra d'Aboboreira. És del període Neoeneolític, i és Monument nacional des del 1910.
És una cambra de la mámoa 1 de Chã de Parada, a la freguesia d'Ovil, Baião, i sembla construït a l'inici del tercer mil·lenni ae, és a dir, fa uns 5.000 anys. És un dels prop de quaranta monuments identificats en la necròpoli megalítica de la serra d'Aboboreira.
És un dolmen de corredor (girat a l'est i amb prop de 4,5 m de llarg) amb 9 lloses de granit i una de cobertura. Quedava abans restes de pintura vermella a la llosa de la capçalera, actualment invisibles a ull nu. En tres lloses hi ha motius artístics gravats radials o estiliformes. A la part central superior de la llosa d'entrada hi ha quatre representacions d'un motiu en forma de gerro (en fals relleu en el motiu superior i incís en els altres) que també es pot trobar en monuments megalítics de Galícia (Dombate, Casa dos Mouros i Espiñaredo), del qual s'ignora el significat (Cassen i Lastres pensen que podria ser una representació d'un catxalot).

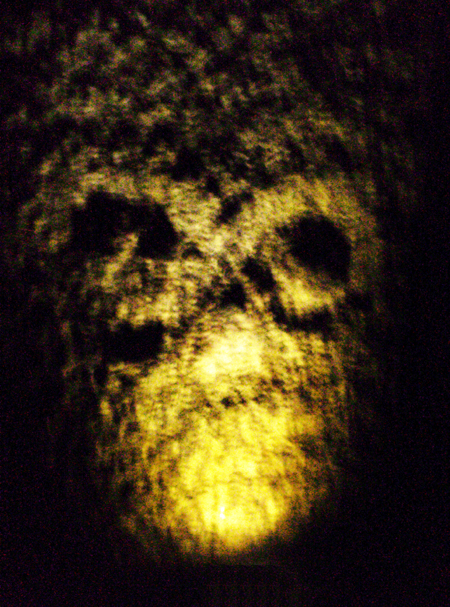
Els dos cercles i la coveta il·luminats per sota fan sorgir una màscara

En la segona llosa del costat dret hi ha una figura radial, i en el tercer n'hi ha dos cercles, units, i una coveta entre la base dels dos i més amunt, a l'esquerra, hi ha una figura que recorda vagament un 8.
El dolmen estava antigament cobert per un turó artificial, la mámoa, que encara es percep i que tindria com a funció amagar-lo per protegir-lo, i també proporcionaria un pla inclinat per al transport de la gran tapa de la cambra fins a la posició definitiva.
La mámoa, parcialment destruïda, té una forma ovoide (amb un eix major de prop de 24 m, en sentit O-E, i un eix menor de prop de 20 m, en el sentit N-S).
El dolmen d'Aboboreira estigué fins a juliol del 2006 parcialment cobert per terra per a protegir-lo. Aquest any s'hi feren treballs de preservació i restauració del monument i neteja de la vegetació i líquens que cobrien el dolmen i l'àrea adjacent.

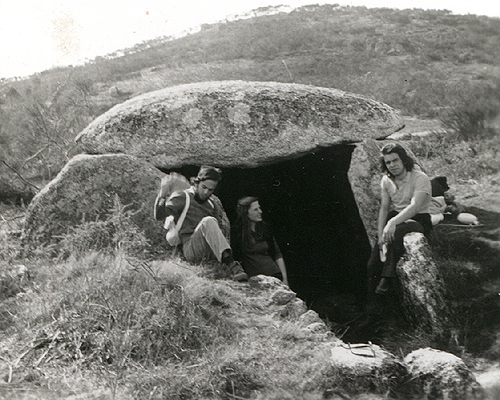
Dolmen d'Aboboreira, 1973
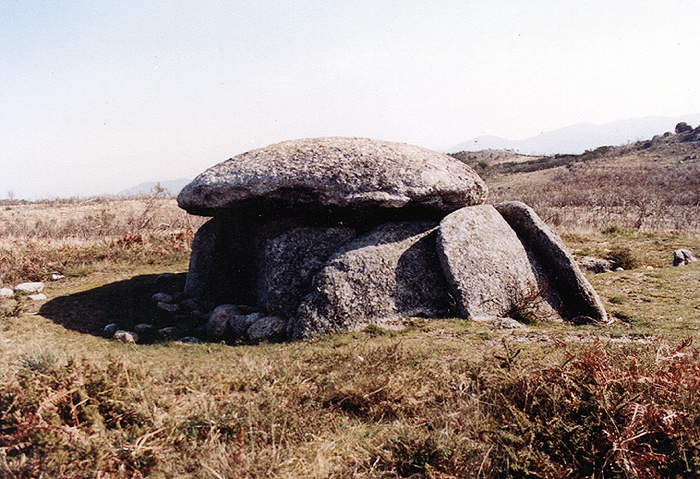
Dolmen d'Aboboreira, 1982
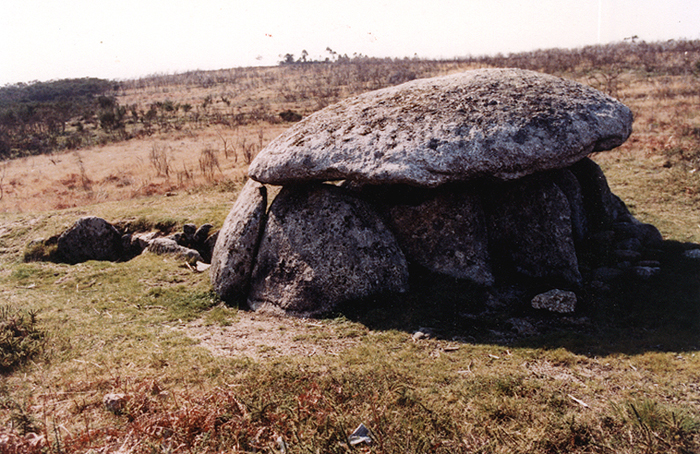
Dolmen d'Aboboreira, 1982
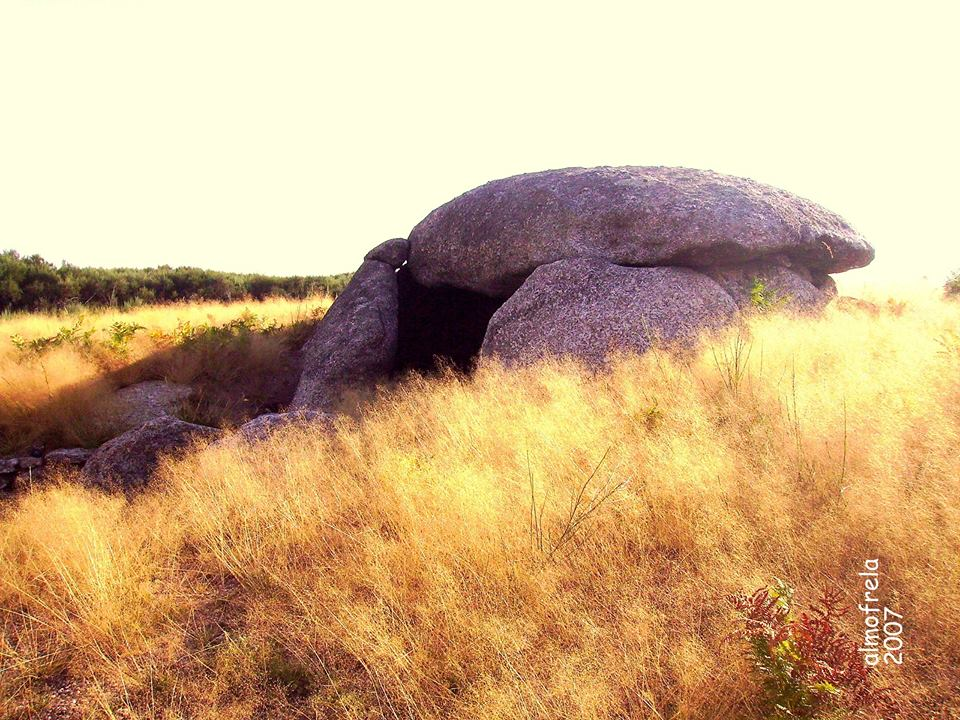
Agost del 2007